# 마오케판

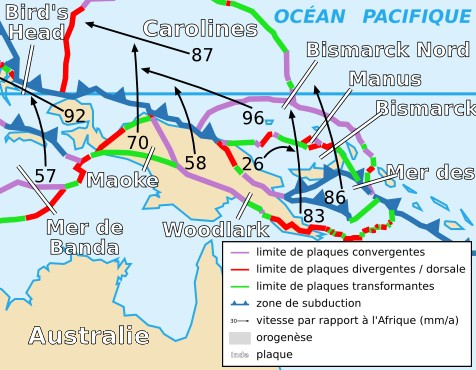
마오케 판("Maoke", 프랑스어)

마오케판은 뉴기니 서부의 수디르만산맥 아래의 판이다. 동쪽에서는 우들라크판과 수렴 경계를 이루며 남쪽에서는 오스트레일리아판과 변환단층을 이룬다. 서쪽에서는 버즈헤드판과 접한다.

## 참고
- Bird, P. (2003). “An updated digital model of plate boundaries”. 《Geochemistry, Geophysics, Geosystems》 4 (3): 1027. doi:10.1029/2001GC000252.